# Архиепархия Адулиса
Архиепархия Адулиа (лат. Archidioecesis Adulitana) — упразднённая архиепархия, в настоящее время титулярная архиепархия Римско-Католической церкви.

## История
Античный город Адулис был портом в Аксумском царстве и сегодня идентифицируется с городом Зула, Эритрея. До VI века Адулис был центром одноимённой архиепархии. В VI веке архиепархия Адулиса прекратила своё существование.
C 1788 года архиепархия Адулиса является титулярной архиепархией Римско-Католической церкви.

## Архиепископы
- епископ Моисей (IV—V век.).

## Титулярные архиепископы
- архиепископ Tobias Georgius Ghbragzer (6.06.1788 — ?);
- архиепископ блаженный Юргис Матулайтис M.I.C.[1] (1.09.1925 — 27.01.1927);
- архиепископ Victor Colombanus Dreyer O.F.M.Cap. (26.11.1928 — 7.05.1944);
- архиепископ Martin Lucas S.V.D. (14.09.1945 — 3.03.1969);
- вакансия

## Источник
- Annuario Pontificio, Libreria Editrice Vaticana, Città del Vaticano, 2003, стр. 752, ISBN 88-209-7422-3
- Pius Bonifacius Gams, Series episcoporum Ecclesiae Catholicae Архивная копия от 26 июня 2015 на Wayback Machine, Leipzig 1931, стр. 462 (лат.)
- Michel Lequien, christianus in quatuor Patriarchatus digestus Архивная копия от 13 декабря 2013 на Wayback Machine, Parigi 1740, Tomo II, coll. 665—668 (лат.)
- Konrad Eubel, Hierarchia Catholica Medii Aevi, vol. 6, стр. 66 (лат.)
- La Gerarghia Cattolica